# Mein treuer Freund Buck
Mein treuer Freund Buck (Originaltitel: Buck e il braccialetto magico) ist ein italienischer Abenteuerfilm aus den späten 1990er Jahren und einer der auf Jack Londons Roman Wolfsblut basierenden Filme, die Teodoro Ricci inszenierte. In den meisten Ländern erschien der Film als Direct-to-Video-Produktion.

## Handlung
Kanada, zu Beginn des 20. Jahrhunderts: ein Tummelplatz und eine harte Zeit für Goldsucher aus aller Herren Länder. Eine erbarmungslose Familie unter Führung von Mama Dalton überfällt deren Lager und tötet viele der Männer; auch überfällt sie einen Trapper, Natty, der mit seinem Sohn Kevin unterwegs ist, und stiehlt deren Wolfshund. Der Junge bleibt verletzt zurück, wird von einem Goldsucher und dessen schwarzem Kompagnon gesundgepflegt und erhält von einem alten Indianer ein magisches Amulett geschenkt. Auf Anraten eines Sergeanten der kanadischen Mounties setzt er seinem Vater, der sich alleine durchgeschlagen hat, und der verbrecherischen Familie nach und spürt sie inmitten einer anrüchigen Veranstaltung auf, bei der sie den Hund gegen einen Bären kämpfen lassen wollen. Mit der Hilfe des Amulettes und des Sergeanten kann er die Bande stellen und der gerechten Strafe zuführen.

## Kritik
- Ulrich P. Bruckner: „Weiterer missglückter Versuch eines Wolfsblut-Sequels.“[1]

## Produktion
Der Film erzielte in Italien, wo er im Kino eingesetzt wurde, den äußerst geringen Erlös von 217.000 Lire.
Regisseur Ricci hatte zuvor bereits Wolfsblut, Die Teufelsschlucht der wilden Wölfe (als Regieassistent), Wolfsblut greift ein und Bucks größtes Abenteuer (als Regisseur) nach Jack London betreut.
Regieassistent war der oftmalige Stuntman und Waffenmeister Riccardo Petrazzi.